# Paul Bedjan
Paul Bedjan  (* 27. November 1838 in Khosrova/Salamas (Iran); † 9. Juni 1920 in Köln-Nippes) war römisch-katholischer Priester und Orientalist. 

## Leben
Paul Bedjan wurde als Sohn einer chaldäisch-katholischen Familie geboren. Er besuchte das 1846 von französischen Lazaristen (Vinzentinern) in Khosrova begründete Kleine Seminar. Achtzehnjährig trat er am 27. Oktober 1856 in das Pariser Noviziat dieses westkirchlich-katholischen Ordens ein. Am 25. Mai 1861 wurde er in Paris nach Römischem Ritus zum Priester geweiht und kehrte wenige Monate später nach Persien zurück. Mit sich brachte er ein Harmonium und eine kleine Druckerpresse. Von 1861 bis 1880 wirkte er als Seelsorger, Prediger und Organist in Khosrova und Urmia, dann kehrte er nach Frankreich zurück, um den Druck liturgischer und theologischer Werke in syrischer Sprache und Schrift zu besorgen. Von 1885 bis 1900 war er in Ans bei Lüttich (Belgien) tätig. Dann wurde er zum Seelsorger der Vinzentinerinnen am Vinzenz-Hospital in Köln-Nippes bestellt, eine Aufgabe, die er neben seiner editorischen Tätigkeit bis zu seinem Tod wahrnahm. 
Wiederholte Bestrebungen, ihn zum chaldäisch-katholischen Bischof von Salamas (mit Sitz in Khosrova) zu machen, wehrte er ab.  
Eine neusyrische Bibelübersetzung konnte er kurz vor seinem Lebensende abschließen.

## Werke
- Breviarium iuxta ritum Syrorum Orientalium id est Chaldaeorum („Breviarium chaldaicunm“) 3 Bände mit ca. 3000 Seiten  (Paris 1886–1887), photomechanischer Nachdruck: Rom 1938.
- Acta Martyrum et Sanctorum, 7 Bände (1890–1897).
- Nomocanon Gregorii Barhebraei (1898).
- Ethicon, seu Moralia Gregorii Barhebraei (1898).
- Homiliae selectae Mar Iacobi Sarugensis, 5 Bände  (1905–1910).
- Nestorius, Le livre d’Héraclide de Damas (1910).